# Bitwa pod Belgradem
Bitwa pod Belgradem (4–22 lipca 1456) – starcie zbrojne wojsk węgierskich dowodzonych przez Jana Hunyadyego z wojskami osmańskimi dowodzonymi przez Mehmeda II.
Jednym z przekazów na temat oblężenia jest dokument znany jako Pamiętnik Janczara dzieła Serba Konstantina Mihailovica, walczącego po stronie Turków. Po przybyciu pod Belgrad, broniony przez Mihályego Szilágyiego, sułtan Mehmed II zwołał naradę, aby zastanowić się nad sposobem zdobycia miasta. Zdecydowano się na oblężenie. Turcy mieli ze sobą około 300 armat, z czego 22 dużego kalibru bombardy oblężnicze. Dwunastodniowe bombardowanie wyrządziło ogromne wyrwy w murach od strony lądu, nie spowodowało jednakże większych strat w ludziach, którzy w porę ostrzegani o bombardowaniu chronili się w bezpiecznym miejscu. W momencie, gdy mury Belgradu zaczęły przypominać gruzowisko, pojawiła się prowadzona przez Jana Hunyadyego odsiecz, która 14 lipca przełamała turecką blokadę na Dunaju. Węgrzy wkroczyli wówczas do miasta przynosząc zaopatrzenie. Wtedy to nastąpił szturm janczarów, którzy wkroczyli do niższej części miasta. W trakcie plądrowania domów stali się oni jednak celem gwałtownego przeciwnatarcia, w wyniku którego Turcy zostali wyparci z zajętych pozycji. Następnego dnia Jan Kapistran poprowadził obrońców do natarcia na tureckie pozycje oblężnicze, powodując paniczną ucieczkę Turków. W walce ranny w udo został Mehmed, którego odciągnięto w porę z pola walki. Armia turecka rozpoczęła odwrót.